# Bitcoin Gold
Bitcoin Gold (BTG) é uma criptomoeda. Trata-se de um hard fork do Bitcoin, a criptomoeda de código aberto. O Bitcoin Gold é uma moeda digital descentralizada de código aberto, sem a necessidade de um banco central ou qualquer outro intermediário, já que pode ser transferida entre os usuários a partir de sua rede peer-to-peer.
O objetivo desse hard fork foi mudar o algoritmo de prova de trabalho para que circuitos integrados de aplicação especifica (CIAEs) não possam ser usados para minerar no blockchain do Bitcoin Gold.
O projeto nasceu da comunidade, com a iniciativa dos desenvolvedores Alejandro Regojo e Hang Ying.

## História
O hard fork do Bitcoin que gerou o Bitcoin Gold aconteceu em 24 de outubro de 2017, no bloco 491407.
Em julho de 2018, o Bitcoin Gold implementou um novo algoritmo de mineração, chamado Equihash-BTG. O algoritmo até então utilizado foi desenvolvido pelo Zcash e baseado no conjunto de parâmetro <200,9>. O Bitcoin Gold modificou este algoritmo e adotou o conjunto de parâmetro <144,5>. O novo algoritmo exige mais memória do que o originalmente desenvolvido pelo Zcash.

## Ataques à Rede de Mineração
Logo após o lançamento, o website sofreu um ataque de negação de serviço, e foi criticado pelas exchanges Coinbase e Bittrex por ter sido feito às pressas, além de incluir criptomoedas pré-mineradas pelos desenvolvedores.
Em maio de 2018, o Bitcoin Gold sofreu um ataque de 51% de origem desconhecida. Este tipo de ataque torna possível manipular o livro-razão do blockchain no qual as transações são registradas, e gastar as mesmas moedas digitais mais de uma vez. Durante o ataque, 388.000 BTG (valor de aproximadamente 18 milhões de dólares) foram roubados de diversas corretoras de criptomoedas. O Bitcoin Gold foi posteriormente retirado da Bittrex, depois que a equipe se recusou a ajudar a pagar uma parte dos danos.
Novamente, em janeiro de 2020, o Bitcoin Gold sofreu outro ataque de 51%. Em julho de 2020, foi lançada a versão 0.17.2 como uma "atualização de emergência" para evitar uma longa cadeia de ataques originada alguns dias antes.